# Подбишће
Подбишће је насеље у општини Мојковац у Црној Гори. Према попису из 2003. било је 671 становника (према попису из 1991. било је 657 становника).

## Демографија
У насељу Подбишће живи 480 пунолетних становника, а просечна старост становништва износи 34,4 година (34,5 код мушкараца и 34,4 код жена). У насељу има 178 домаћинстава, а просечан број чланова по домаћинству је 3,76.
Становништво у овом насељу веома је хетерогено, а у последња три пописа, примећен је пораст у броју становника.
|  |

| Демографија | Демографија | Демографија |
| Година      | Становника  | Становника  |
| ----------- | ----------- | ----------- |
|             |             |             |
|             |             |             |
|             |             |             |
|             |             |             |
| 1948.       | 311         |             |
| 1953.       | 401         |             |
| 1961.       | 465         |             |
| 1971.       | 473         |             |
| 1981.       | 572         |             |
| 1991.       | 657         | 657         |
| 2003.       | 681         | 671         |
|             |             |             |

| Етнички састав према попису из 2003.‍ | Етнички састав према попису из 2003.‍ | Етнички састав према попису из 2003.‍ | Етнички састав према попису из 2003.‍ | Етнички састав према попису из 2003.‍ |
| ------------------------------------ | ------------------------------------ | ------------------------------------ | ------------------------------------ | ------------------------------------ |
|                                      |                                      |                                      |                                      |                                      |
| Црногорци                            | Црногорци                            |                                      | 338                                  | 50,37%                               |
| Срби                                 | Срби                                 |                                      | 299                                  | 44,56%                               |
| Југословени                          | Југословени                          |                                      | 2                                    | 0,29%                                |
| Хрвати                               | Хрвати                               |                                      | 1                                    | 0,14%                                |
| Руси                                 | Руси                                 |                                      | 1                                    | 0,14%                                |
| непознато                            | непознато                            |                                      | 0                                    | 0,0%                                 |

| Година пописа     | 1948. | 1953. | 1961. | 1971. | 1981. | 1991. | 2003. |
| ----------------- | ----- | ----- | ----- | ----- | ----- | ----- | ----- |
| Број домаћинстава | 68    | 84    | 106   | 93    | 119   | 168   | 178   |

| Број чланова      | 1   | 2  | 3  | 4  | 5  | 6  | 7  | 8 | 9 | 10 и више | Просек |
| ----------------- | --- | -- | -- | -- | -- | -- | -- | - | - | --------- | ------ |
| Број домаћинстава | 178 | 21 | 31 | 25 | 40 | 37 | 15 | 3 | 4 | 0         | 2      |

| Пол    | Укупно | Неожењен/Неудата | Ожењен/Удата | Удовац/Удовица | Разведен/Разведена | Непознато |
| ------ | ------ | ---------------- | ------------ | -------------- | ------------------ | --------- |
| Мушки  | 256    | 92               | 151          | 8              | 2                  | 3         |
| Женски | 255    | 61               | 152          | 30             | 7                  | 5         |
| УКУПНО | 511    | 153              | 303          | 38             | 9                  | 8         |

| Пол    | Укупно                    | Пољопривреда, лов и шумарство | Рибарство                            | Вађење руде и камена | Прерађивачка индустрија       |
| ------ | ------------------------- | ----------------------------- | ------------------------------------ | -------------------- | ----------------------------- |
| Мушки  | 106                       | 7                             | 0                                    | 0                    | 12                            |
| Женски | 37                        | 0                             | 0                                    | 0                    | 6                             |
| УКУПНО | 143                       | 7                             | 0                                    | 0                    | 18                            |
| Пол    | Производња и снабдевање   | Грађевинарство                | Трговина                             | Хотели и ресторани   | Саобраћај, складиштење и везе |
| Мушки  | 3                         | 6                             | 4                                    | 15                   | 13                            |
| Женски | 0                         | 0                             | 6                                    | 8                    | 0                             |
| УКУПНО | 3                         | 6                             | 10                                   | 23                   | 13                            |
| Пол    | Финансијско посредовање   | Некретнине                    | Државна управа и одбрана             | Образовање           | Здравствени и социјални рад   |
| Мушки  | 0                         | 0                             | 34                                   | 2                    | 1                             |
| Женски | 0                         | 2                             | 3                                    | 4                    | 6                             |
| УКУПНО | 0                         | 2                             | 37                                   | 6                    | 7                             |
| Пол    | Остале услужне активности | Приватна домаћинства          | Екстериторијалне организације и тела | Непознато            | Непознато                     |
| Мушки  | 7                         | 0                             | 0                                    | 2                    | 2                             |
| Женски | 1                         | 0                             | 0                                    | 1                    | 1                             |
| УКУПНО | 8                         | 0                             | 0                                    | 3                    | 3                             |